# 3x3 kosárlabda
A 3x3 kosárlabda a kosárlabda egyik változata, amelyet csapatonként három játékossal, egy kosárra, egy félpályán játszanak. A Nemzetközi Olimpiai Bizottság megbízásából az ESSEC Business School tanulmánya szerint a 3x3 kosárlabda a világ legnagyobb városi csapatsportága. A sportág a világszerte népszerű amatőr streetball sztenderdizálásából fejlődött ki a kétezres évek elején. Ezt a kosárlabda játékformát jelenleg a sportágat irányító Nemzetközi Kosárlabda-szövetség (FIBA) népszerűsíti. A sportág elsődleges versenye az évente megrendezett FIBA 3x3 World Tour, amely egy Masters sorozatból és egy döntő tornából áll és hat számjegyű, amerikai dollárban kifejezett pénzdíjakkal jár. A férfi és női FIBA 3x3 világbajnokságok a nemzeti 3x3 csapatok legmagasabb szintű tornái. A 3x3-as kosárlabdát 2020-tól felvették a nyári olimpiai játékok és a 2022-es nemzetközösségi játékok programjába is.

## Szabályok
A FIBA rendszeresen kiad egy kiegészítést a hivatalos kosárlabda szabályaihoz, amely kifejezetten a 3x3-ra vonatkozik. A szabályok kimondják, hogy a FIBA 3x3-as szabályai által külön nem szabályozott helyzetekre a FIBA rendes szabályai érvényesek.

### Csapatok
Minden csapat három játékosból és egy cserejátékosból áll. Minden csapatnak három játékosának kell a pályán lennie a mérkőzés kezdetekor.

### Játékvezetők
A mérkőzést legfeljebb 2 játékvezető, 3 asztali játékvezető és egy esetleges sportfelügyelő irányítja.

### A pálya és a labda
A játékot félpályán játsszák, egy kosárral. A hivatalos pálya 15 méter széles (ez megegyezik a FIBA teljes pályás játékra vonatkozó szabványával) és 11 méter hosszú (szemben a FIBA szabványos félpályás távolságával, amely 14 méter, azonban a szabályok kifejezetten kimondják, hogy a FIBA szabványos teljes pálya fele elfogadható játéktér a hivatalos versenyeken. A hagyományos kosárlabda szabályai szerint van büntetővonal (5,80 m), és kétpontos vonal vagy „ív” (6,75 m), valamint a „belemenés-mentes félkör” a kosár alatt. A labda mérete a női teljes pályás játékban használt 6-os méretű kosárlabda (720 mm), tömege pedig a férfi teljes pályás játékban használt 7-es szabványos méretű (620 g).

### Játékidő
A mérkőzés előtt a pénzfeldobás győztese választhat, hogy az első labdabirtoklást, vagy egy esetleges hosszabbítás első labdabirtoklását választja. Ez azt is jelenti, hogy ha a mérkőzésen hosszabbításra kerül sor, akkor az első labdabirtoklást az a csapat kapja, amelyik védekezésben kezdte a mérkőzést. A játék egyetlen 10 perces időtartamban zajlik. Az óra megáll a büntetődobásoknál és ha a labda nincs játékban („halott labda”). A győztes az a csapat, amelyik elsőként ér el 21 pontot, vagy amelyik csapat a 10 perc végén több pontszámmal rendelkezik. Ha a rendes játékidő letelte után az állás döntetlen, akkor egy időtartam nélküli hosszabbítás következik, és ebben az időszakban amelyik csapat előbb szerez két pontot, az nyeri a mérkőzést. Azonban ha a rendes játékidő végén 20 pontnál áll a mérkőzés, a 21 pont elérése nem jelenti a mérkőzés végét.
Ha a pályán van támadóidőt mérő óra, akkor a csapatoknak 12 másodpercen belül kosárra kell dobniuk.

### Pontszerzés
Az íven belüli kosárért egy pont, míg az íven kívüli dobásért két pont jár. A sikeres büntetődobásokért egy pont jár.

### Személyi hibák és büntetők
Egy csapat 6 szabálytalanság elkövetése után a büntetőszabály hatálya kerül. A játékosokat nem zárják ki az elkövetett hibák száma alapján, kivéve, ha kettő sportszerűtlen viselkedése volt.
Ha a szabálytalanságot egy éppen dobó játékos ellen követik el, az adott játékosnak a következők szerint kell büntetődobást kell ítélni:
- Ha az elengedett dobás sikeres, akkor a kosár érvényes, és ezen felül 1 büntetődobás jár. A 7. csapathibától kezdődően 2 büntetődobást kell ítélni.
- Ha az íven belülről elengedett dobás sikertelen, 1 büntetődobás jár. A 7. csapathibától kezdődően 2 büntetődobást kell ítélni.
- Ha az íven kívül elengedett dobás sikertelen, 2 büntetődobás jár.

A 7., 8. és 9. csapathibát követően 2 büntetődobás jár. A 10. és minden további csapathiba szabálytalanságot 2 büntetődobással és labdabirtoklással kell büntetni. Ez a szabály a sportszerűtlen szabálytalanságokra és a dobásnál elkövetett szabálytalanságokra is vonatkozik, de nem vonatkozik a technikai hibákra. Támadóhibánál nincs büntetődobás.
A technikai hibát 1 büntetődobással kell büntetni. Ha a technikai hibát egy védekező játékos követte el, az ellenfél támadóidejét vissza kell állítani 12 másodpercre. Ha a technikai hibát a támadó csapat követte el, a támadóidő az adott csapat számára a megállított időponttól folytatódik.

### A labda megjátszása
Minden sikeres kosár vagy az utolsó büntetődobás után (kivéve azokat, amelyeket labdabirtoklás követ):
- A nem pontszerző csapat játékosa úgy folytatja a játékot, hogy a labdát a pályán belülről, közvetlenül a kosár alól (nem az alapvonal mögül) a pálya egy, az ív mögötti pontjára vezeti vagy passzolja.
- A védekező játékos nem támadhatja a labdát a kosár alatti „belemenés-mentes” területen.

Minden sikertelen kosárra dobás vagy utolsó szabaddobás után (kivéve azokat, amelyeket labdabirtoklás követ):
- Ha a támadó játékos szerzi meg a lepattanót, akkor a labda ív mögé történő visszahozása nélkül újra dobást kísérelhet meg.
- Ha a védekező játékos szerzi meg a lepattanót, akkor a labdát az ív mögé ki kell vinnie (passzolással vagy labdavezetéssel).

Ha a védekező csapat ellopja vagy blokkolja a labdát, vissza kell vinnie a labdát az íven kívülre (passzolással vagy labdavezetéssel).
Ha egy halott labdás helyzetet követően másik csapaté lesz a labdabirtoklás, a játék checkballal kezdődik/folytatódik, azaz a labda cseréjével (a védekező és a támadó játékos között) a játéktér tetején lévő ív mögött. Egy játékos akkor tekinthető „az ív mögött állónak”, ha egyik lába sincs az íven belül vagy az íven.

### Cserék
Mindkét csapat jogosult cserélni, ha checkball vagy büntetődobás előtt a labda halottá válik. A cserejátékos a játékvezetők vagy az asztali játékvezetők előzetes értesítése nélkül léphet a játéktérre, amíg a labda nincs játékban és a játékidő áll. A cserék csak a végvonalnál történhetnek, és nem igényelnek semmilyen intézkedést a játékvezetők vagy az asztali játékvezetők részéről.

### Időkérés
Minden csapatnak egy időkérésre van lehetősége. Bármelyik játékos vagy cserejátékos kérhet időt, amikor a labda egy checkball vagy szabaddobás előtt nincs játékban. Minden időkérés 30 másodpercig tart.